# Головні-Острожецькі
Головні-Острожецькі — українська князівська родина. На сьогодні її походження невідоме. Посідали невеликий уділ у Луцькому повіті на Волині з центром у с. Острожець (нині село Млинівського району Рівненської області), який могли отримати від князя Свидригайла, як і багато його прихильників, що втратили свої князівства в інших землях. За військовим переписом 1528 виставляли 16 вершників. Дмитро Головня жив у 1-й третині 15 ст. Його син Іван та онуки Гліб і Михайло згадані 1446. Петро Михайлович (п. 1538) був троцьким городничим. Його дві сестри Катерина і Білухна згадуються 1518. Федір Петрович (п. 1569) був справником Брацлавського і Вінницького староств. Одружений з княжною Г. Одинцевич. Юрій Петрович (п. до 1545) був одружений з княжною Г.Сангушко (див. Санґушки). Їхня сестра Софія згадана 1566. Родина зникла 1585 зі смертю Андрія Федоровича, у якого були дві сестри: Ганна (видана за Адама Потія) та Марина (видана за Ф. Богуша-Тушевицького). Обидві померли після 1586. Судячи з невеликої службової активності Г.-О., вони до кінця зберігали статус удільних князів. Версія про їхнє походження від Гедиміновичів не має доказів.

## Родинне дерево
|  |  |                                                                         |                                                                         |                                                                         |                                                                         |                                                                         |                                                                         |  |  | Дмитро Головня князь                                                        |                                                                             |                                                                             |                                                                             |                                                                             |                                                                             |  |  |                                        |                                        |                                        |                                        |                                        |                                        |  |  |                                            |                                            |                                            |                                            |                                            |                                            |  |  |  |  |  |  |  |  |  |  |  |  |  |  |  |  |  |  |  |  |  |  |
|  |  |                                                                         |                                                                         |                                                                         |                                                                         |                                                                         |                                                                         |  |  |                                                                             |                                                                             |                                                                             |                                                                             |                                                                             |                                                                             |  |  |                                        |                                        |                                        |                                        |                                        |                                        |  |  |                                            |                                            |                                            |                                            |                                            |                                            |  |  |  |  |  |  |  |  |  |  |  |  |  |  |  |  |  |  |  |  |  |  |
|  |  |                                                                         |                                                                         |                                                                         |                                                                         |                                                                         |                                                                         |  |  | Іван (пом. після 1446)                                                      |                                                                             |                                                                             |                                                                             |                                                                             |                                                                             |  |  |                                        |                                        |                                        |                                        |                                        |                                        |  |  |                                            |                                            |                                            |                                            |                                            |                                            |  |  |  |  |  |  |  |  |  |  |  |  |  |  |  |  |  |  |  |  |  |  |
|  |  |                                                                         |                                                                         |                                                                         |                                                                         |                                                                         |                                                                         |  |  |                                                                             |                                                                             |                                                                             |                                                                             |                                                                             |                                                                             |  |  |                                        |                                        |                                        |                                        |                                        |                                        |  |  |                                            |                                            |                                            |                                            |                                            |                                            |  |  |  |  |  |  |  |  |  |  |  |  |  |  |  |  |  |  |  |  |  |  |
|  |  |                                                                         |                                                                         |                                                                         |                                                                         |                                                                         |                                                                         |  |  |                                                                             |                                                                             |                                                                             |                                                                             |                                                                             |                                                                             |  |  |                                        |                                        |                                        |                                        |                                        |                                        |  |  |                                            |                                            |                                            |                                            |                                            |                                            |  |  |  |  |  |  |  |  |  |  |  |  |  |  |  |  |  |  |  |  |  |  |
|  |  | Гліб (пом. після 1446)                                                  | Гліб (пом. після 1446)                                                  | Гліб (пом. після 1446)                                                  | Гліб (пом. після 1446)                                                  | Гліб (пом. після 1446)                                                  | Гліб (пом. після 1446)                                                  |  |  |                                                                             |                                                                             |                                                                             |                                                                             |                                                                             |                                                                             |  |  | Михайло др.: N, донька Пажка Дохновича | Михайло др.: N, донька Пажка Дохновича | Михайло др.: N, донька Пажка Дохновича | Михайло др.: N, донька Пажка Дохновича | Михайло др.: N, донька Пажка Дохновича | Михайло др.: N, донька Пажка Дохновича |  |  |                                            |                                            |                                            |                                            |                                            |                                            |  |  |  |  |  |  |  |  |  |  |  |  |  |  |  |  |  |  |  |  |  |  |
|  |  | Гліб (пом. після 1446)                                                  | Гліб (пом. після 1446)                                                  | Гліб (пом. після 1446)                                                  | Гліб (пом. після 1446)                                                  | Гліб (пом. після 1446)                                                  | Гліб (пом. після 1446)                                                  |  |  |                                                                             |                                                                             |                                                                             |                                                                             |                                                                             |                                                                             |  |  | Михайло др.: N, донька Пажка Дохновича | Михайло др.: N, донька Пажка Дохновича | Михайло др.: N, донька Пажка Дохновича | Михайло др.: N, донька Пажка Дохновича | Михайло др.: N, донька Пажка Дохновича | Михайло др.: N, донька Пажка Дохновича |  |  |                                            |                                            |                                            |                                            |                                            |                                            |  |  |  |  |  |  |  |  |  |  |  |  |  |  |  |  |  |  |  |  |  |  |
|  |  |                                                                         |                                                                         |                                                                         |                                                                         |                                                                         |                                                                         |  |  |                                                                             |                                                                             |                                                                             |                                                                             |                                                                             |                                                                             |  |  |                                        |                                        |                                        |                                        |                                        |                                        |  |  |                                            |                                            |                                            |                                            |                                            |                                            |  |  |  |  |  |  |  |  |  |  |  |  |  |  |  |  |  |  |  |  |  |  |
|  |  |                                                                         |                                                                         |                                                                         |                                                                         |                                                                         |                                                                         |  |  | Петро (пом. 1538) князь Острожецький 1-ша др.: N; 2-га др.: Софія Андріївна | Петро (пом. 1538) князь Острожецький 1-ша др.: N; 2-га др.: Софія Андріївна | Петро (пом. 1538) князь Острожецький 1-ша др.: N; 2-га др.: Софія Андріївна | Петро (пом. 1538) князь Острожецький 1-ша др.: N; 2-га др.: Софія Андріївна | Петро (пом. 1538) князь Острожецький 1-ша др.: N; 2-га др.: Софія Андріївна | Петро (пом. 1538) князь Острожецький 1-ша др.: N; 2-га др.: Софія Андріївна |  |  | Катажина (пом. після 1518) м.: N Шуд   | Катажина (пом. після 1518) м.: N Шуд   | Катажина (пом. після 1518) м.: N Шуд   | Катажина (пом. після 1518) м.: N Шуд   | Катажина (пом. після 1518) м.: N Шуд   | Катажина (пом. після 1518) м.: N Шуд   |  |  | Белухна (пом. після 1518) чол.: Ян Котович | Белухна (пом. після 1518) чол.: Ян Котович | Белухна (пом. після 1518) чол.: Ян Котович | Белухна (пом. після 1518) чол.: Ян Котович | Белухна (пом. після 1518) чол.: Ян Котович | Белухна (пом. після 1518) чол.: Ян Котович |  |  |  |  |  |  |  |  |  |  |  |  |  |  |  |  |  |  |  |  |  |  |
|  |  |                                                                         |                                                                         |                                                                         |                                                                         |                                                                         |                                                                         |  |  | Петро (пом. 1538) князь Острожецький 1-ша др.: N; 2-га др.: Софія Андріївна | Петро (пом. 1538) князь Острожецький 1-ша др.: N; 2-га др.: Софія Андріївна | Петро (пом. 1538) князь Острожецький 1-ша др.: N; 2-га др.: Софія Андріївна | Петро (пом. 1538) князь Острожецький 1-ша др.: N; 2-га др.: Софія Андріївна | Петро (пом. 1538) князь Острожецький 1-ша др.: N; 2-га др.: Софія Андріївна | Петро (пом. 1538) князь Острожецький 1-ша др.: N; 2-га др.: Софія Андріївна |  |  | Катажина (пом. після 1518) м.: N Шуд   | Катажина (пом. після 1518) м.: N Шуд   | Катажина (пом. після 1518) м.: N Шуд   | Катажина (пом. після 1518) м.: N Шуд   | Катажина (пом. після 1518) м.: N Шуд   | Катажина (пом. після 1518) м.: N Шуд   |  |  | Белухна (пом. після 1518) чол.: Ян Котович | Белухна (пом. після 1518) чол.: Ян Котович | Белухна (пом. після 1518) чол.: Ян Котович | Белухна (пом. після 1518) чол.: Ян Котович | Белухна (пом. після 1518) чол.: Ян Котович | Белухна (пом. після 1518) чол.: Ян Котович |  |  |  |  |  |  |  |  |  |  |  |  |  |  |  |  |  |  |  |  |  |  |
|  |  |                                                                         |                                                                         |                                                                         |                                                                         |                                                                         |                                                                         |  |  |                                                                             |                                                                             |                                                                             |                                                                             |                                                                             |                                                                             |  |  |                                        |                                        |                                        |                                        |                                        |                                        |  |  |                                            |                                            |                                            |                                            |                                            |                                            |  |  |  |  |  |  |  |  |  |  |  |  |  |  |  |  |  |  |  |  |  |  |
|  |  | Федір (пом. 1569) князь Острожецький др.: кнж. Анна Семенівна Одинцевич | Федір (пом. 1569) князь Острожецький др.: кнж. Анна Семенівна Одинцевич | Федір (пом. 1569) князь Острожецький др.: кнж. Анна Семенівна Одинцевич | Федір (пом. 1569) князь Острожецький др.: кнж. Анна Семенівна Одинцевич | Федір (пом. 1569) князь Острожецький др.: кнж. Анна Семенівна Одинцевич | Федір (пом. 1569) князь Острожецький др.: кнж. Анна Семенівна Одинцевич |  |  | Юрій (пом. після 1542) др.: Анна Сангушко пом. після 1545)                  | Юрій (пом. після 1542) др.: Анна Сангушко пом. після 1545)                  | Юрій (пом. після 1542) др.: Анна Сангушко пом. після 1545)                  | Юрій (пом. після 1542) др.: Анна Сангушко пом. після 1545)                  | Юрій (пом. після 1542) др.: Анна Сангушко пом. після 1545)                  | Юрій (пом. після 1542) др.: Анна Сангушко пом. після 1545)                  |  |  | Софія чол.: Олехно Козинський          | Софія чол.: Олехно Козинський          | Софія чол.: Олехно Козинський          | Софія чол.: Олехно Козинський          | Софія чол.: Олехно Козинський          | Софія чол.: Олехно Козинський          |  |  |                                            |                                            |                                            |                                            |                                            |                                            |  |  |  |  |  |  |  |  |  |  |  |  |  |  |  |  |  |  |  |  |  |  |
|  |  | Федір (пом. 1569) князь Острожецький др.: кнж. Анна Семенівна Одинцевич | Федір (пом. 1569) князь Острожецький др.: кнж. Анна Семенівна Одинцевич | Федір (пом. 1569) князь Острожецький др.: кнж. Анна Семенівна Одинцевич | Федір (пом. 1569) князь Острожецький др.: кнж. Анна Семенівна Одинцевич | Федір (пом. 1569) князь Острожецький др.: кнж. Анна Семенівна Одинцевич | Федір (пом. 1569) князь Острожецький др.: кнж. Анна Семенівна Одинцевич |  |  | Юрій (пом. після 1542) др.: Анна Сангушко пом. після 1545)                  | Юрій (пом. після 1542) др.: Анна Сангушко пом. після 1545)                  | Юрій (пом. після 1542) др.: Анна Сангушко пом. після 1545)                  | Юрій (пом. після 1542) др.: Анна Сангушко пом. після 1545)                  | Юрій (пом. після 1542) др.: Анна Сангушко пом. після 1545)                  | Юрій (пом. після 1542) др.: Анна Сангушко пом. після 1545)                  |  |  | Софія чол.: Олехно Козинський          | Софія чол.: Олехно Козинський          | Софія чол.: Олехно Козинський          | Софія чол.: Олехно Козинський          | Софія чол.: Олехно Козинський          | Софія чол.: Олехно Козинський          |  |  |                                            |                                            |                                            |                                            |                                            |                                            |  |  |  |  |  |  |  |  |  |  |  |  |  |  |  |  |  |  |  |  |  |  |
|  |  |                                                                         |                                                                         |                                                                         |                                                                         |                                                                         |                                                                         |  |  |                                                                             |                                                                             |                                                                             |                                                                             |                                                                             |                                                                             |  |  |                                        |                                        |                                        |                                        |                                        |                                        |  |  |                                            |                                            |                                            |                                            |                                            |                                            |  |  |  |  |  |  |  |  |  |  |  |  |  |  |  |  |  |  |  |  |  |  |
|  |  | Андрій (пом. 1585) князь Острожецький др.: Анастасія Малинська          | Андрій (пом. 1585) князь Острожецький др.: Анастасія Малинська          | Андрій (пом. 1585) князь Острожецький др.: Анастасія Малинська          | Андрій (пом. 1585) князь Острожецький др.: Анастасія Малинська          | Андрій (пом. 1585) князь Острожецький др.: Анастасія Малинська          | Андрій (пом. 1585) князь Острожецький др.: Анастасія Малинська          |  |  | Анна чол.: Адам Потей (Поцей)                                               | Анна чол.: Адам Потей (Поцей)                                               | Анна чол.: Адам Потей (Поцей)                                               | Анна чол.: Адам Потей (Поцей)                                               | Анна чол.: Адам Потей (Поцей)                                               | Анна чол.: Адам Потей (Поцей)                                               |  |  | Марина чол.: Федір Тушевицький         | Марина чол.: Федір Тушевицький         | Марина чол.: Федір Тушевицький         | Марина чол.: Федір Тушевицький         | Марина чол.: Федір Тушевицький         | Марина чол.: Федір Тушевицький         |  |  |                                            |                                            |                                            |                                            |                                            |                                            |  |  |  |  |  |  |  |  |  |  |  |  |  |  |  |  |  |  |  |  |  |  |